# علفزارها، گرم‌دشت‌ها و درختچه‌زارهای حاره‌ای و جنب‌حاره‌ای

گستره زیست‌بوم علفزارها، گرم‌دشت‌ها و درختچه‌زارهای حاره‌ای و جنب‌حاره‌ای

علفزارها، گرم‌دشت‌ها و درختچه‌زارهای حارّه‌ای و جنب‌حارّه‌ای (Tropical and subtropical grasslands, savannas, and shrublands) یک زیست‌بوم زمینی است که توسط صندوق جهانی طبیعت تعریف شده‌است. در این زیست‌بوم، پوشش گیاهی چمنی و/یا درختچه چیره هستند و در مناطق آب و هوای نیمه‌خشک تا نیمهمرطوب در عرض‌های جغرافیایی جنب‌حاره‌ای و حاره‌ای قرار دارند.

## بوم‌ناحیه‌ها
| بوم‌ناحیه‌های علفزارها، گرم‌دشت‌ها و درختچه‌زارهای حاره‌ای و جنب‌حاره‌ای قلمرو آفریقای حاره‌ای | بوم‌ناحیه‌های علفزارها، گرم‌دشت‌ها و درختچه‌زارهای حاره‌ای و جنب‌حاره‌ای قلمرو آفریقای حاره‌ای                      |
| ------------------------------------------------------------------------------------- | --- |
| Angolan miombo woodlands                                                              | آنگولا |
| Angolan mopane woodlands                                                              | آنگولا، نامیبیا                                                                                            |
| Ascension scrub and grasslands                                                        | جزیره اسنشن                                                                                                |
| جنگل‌های میومبوی زامبزی مرکزی                                                          | آنگولا، بوروندی، جمهوری دموکراتیک کنگو، مالاوی، تانزانیا، زامبیا                                           |
| East Sudanian savanna                                                                 | کامرون، جمهوری آفریقای مرکزی، چاد، جمهوری دموکراتیک کنگو، اریتره، اتیوپی، سودان جنوبی، سودان، اوگاندا      |
| Eastern miombo woodlands                                                              | موزامبیک، تانزانیا                                                                                         |
| پاره‌چین ساوانا–جنگلی گینه                                                             | بنین، بورکینافاسو، کامرون، گامبیا، غنا، گینه، گینه بیسائو، ساحل عاج، نیجریه، سنگال، توگو                   |
| Itigi–Sumbu thicket                                                                   | تانزانیا، زامبیا                                                                                           |
| Kalahari Acacia-Baikiaea woodlands                                                    | بوتسوانا، نامیبیا، آفریقای جنوبی، زیمبابوه                                                                 |
| Mandara Plateau mosaic                                                                | کامرون، نیجریه                                                                                             |
| Northern Acacia–Commiphora bushlands and thickets                                     | اتیوپی، کنیا، سودان جنوبی، اوگاندا                                                                         |
| Northern Congolian forest–savanna mosaic                                              | کامرون، جمهوری آفریقای مرکزی، جمهوری دموکراتیک کنگو، سودان جنوبی، اوگاندا                                  |
| ساحل صحرا                                                                             | بورکینافاسو، کامرون، کیپ ورد، چاد، اریتره، اتیوپی، مالی، موریتانی، نیجر، نیجریه، سنگال، سودان جنوبی، سودان |
| Serengeti volcanic grasslands                                                         | کنیا، تانزانیا                                                                                             |
| Somali Acacia–Commiphora bushlands and thickets                                       | اریتره، اتیوپی، کنیا، سومالی                                                                               |
| South Arabian fog woodlands, shrublands, and dune                                     | عمان، عربستان سعودی، یمن                                                                                   |
| Southern Acacia–Commiphora bushlands and thickets                                     | کنیا، تانزانیا                                                                                             |
| Southern Africa bushveld                                                              | بوتسوانا، آفریقای جنوبی، زیمبابوه                                                                          |
| Southern Congolian forest–savanna mosaic                                              | آنگولا، جمهوری دموکراتیک کنگو                                                                              |
| Southern miombo woodlands                                                             | مالاوی، موزامبیک، زامبیا، زیمبابوه                                                                         |
| Saint Helena scrub and woodlands                                                      | سنت هلن |
| Victoria Basin forest–savanna mosaic                                                  | بوروندی، جمهوری دموکراتیک کنگو، اتیوپی، کنیا، رواندا، سودان جنوبی، تانزانیا، اوگاندا                       |
| West Sudanian savanna                                                                 | بنین، بورکینافاسو، گامبیا، غنا، گینه، مالی، ساحل عاج، نیجر، نیجریه، سنگال                                  |
| Western Congolian forest–savanna mosaic                                               | آنگولا، جمهوری دموکراتیک کنگو، جمهوری کنگو                                                                 |
| Western Zambezian grasslands                                                          | آنگولا، زامبیا                                                                                             |
| Zambezian and mopane woodlands                                                        | بوتسوانا، اسواتینی، مالاوی، موزامبیک، نامیبیا، آفریقای جنوبی، زامبیا، زیمبابوه                             |
| Zambezian Baikiaea woodlands                                                          | آنگولا، بوتسوانا، نامیبیا، زامبیا، زیمبابوه                                                                |

| بوم‌ناحیه‌های علفزارها، گرم‌دشت‌ها و درختچه‌زارهای حاره‌ای و جنب‌حاره‌ای قلمرو استرالزی | بوم‌ناحیه‌های علفزارها، گرم‌دشت‌ها و درختچه‌زارهای حاره‌ای و جنب‌حاره‌ای قلمرو استرالزی |
| ------------------------------------------------------------------------------- | ------------------------------------------------------------------------------- |
| گرم‌دشت حاره‌ای آرنهم‌لند                                                          | استرالیا                                                                        |
| گرم‌دشت حاره‌ای آکاسیا                                                            | استرالیا                                                                        |
| گرم‌دشت حاره‌ای شبه‌جزیره کیپ یورک                                                 | استرالیا                                                                        |
| گرم‌دشت حاره‌ای کارپنتاریا                                                        | استرالیا                                                                        |
| Einasleigh Uplands savanna                                                      | استرالیا                                                                        |
| گرم‌دشت حاره‌ای کیمبرلی                                                           | استرالیا                                                                        |
| Mitchell grass downs                                                            | استرالیا                                                                        |
| Trans-Fly savanna and grasslands                                                | اندونزی، پاپوآ گینه نو                                                          |
| گرم‌دشت حاره‌ای دشت‌های ویکتوریا                                                   | استرالیا                                                                        |

| بوم‌ناحیه‌های علفزارها، گرم‌دشت‌ها و درختچه‌زارهای حاره‌ای و جنب‌حاره‌ای قلمرو هندومالایی | بوم‌ناحیه‌های علفزارها، گرم‌دشت‌ها و درختچه‌زارهای حاره‌ای و جنب‌حاره‌ای قلمرو هندومالایی |
| --------------------------------------------------------------------------------- | --------------------------------------------------------------------------------- |
| Terai–Duar savanna and grasslands                                                 | بوتان، هند، نپال                                                                  |

| بوم‌ناحیه‌های علفزارها، گرم‌دشت‌ها و درختچه‌زارهای حاره‌ای و جنب‌حاره‌ای قلمرو نوشمالگان | بوم‌ناحیه‌های علفزارها، گرم‌دشت‌ها و درختچه‌زارهای حاره‌ای و جنب‌حاره‌ای قلمرو نوشمالگان |
| -------------------------------------------------------------------------------- | -------------------------------------------------------------------------------- |
| Western Gulf coastal grasslands                                                  | مکزیک، ایالات متحده آمریکا                                                       |

| بوم‌ناحیه‌های علفزارها، گرم‌دشت‌ها و درختچه‌زارهای حاره‌ای و جنب‌حاره‌ای قلمرو نوحاره‌ای | بوم‌ناحیه‌های علفزارها، گرم‌دشت‌ها و درختچه‌زارهای حاره‌ای و جنب‌حاره‌ای قلمرو نوحاره‌ای |
| ------------------------------------------------------------------------------- | ------------------------------------------------------------------------------- |
| موخوس                                                                           | بولیوی                                                                          |
| Campos rupestres                                                                | برزیل                                                                           |
| سرادو                                                                           | بولیوی، برزیل، پاراگوئه                                                         |
| چمنزارها و بیشه‌های جزیره کلیپرتون                                               | جزیره کلیپرتون یکی از قلمروهای فرادریایی فرانسه است.                            |
| Córdoba montane savanna                                                         | آرژانتین                                                                        |
| Guianan savanna                                                                 | برزیل، گویان، ونزوئلا                                                           |
| گرن چاکو                                                                        | آرژانتین، برزیل، پاراگوئه، بولیوی                                               |
| دشت یانوس                                                                       | ونزوئلا، کلمبیا                                                                 |
| Uruguayan savanna                                                               | آرژانتین، برزیل، اروگوئه                                                        |

| بوم‌ناحیه‌های علفزارها، گرم‌دشت‌ها و درختچه‌زارهای حاره‌ای و جنب‌حاره‌ای اقیانوسیه | بوم‌ناحیه‌های علفزارها، گرم‌دشت‌ها و درختچه‌زارهای حاره‌ای و جنب‌حاره‌ای اقیانوسیه |
| -------------------------------------------------------------------------- | -------------------------------------------------------------------------- |
| درختچه‌زارهای مرتفع حاره‌ای هاوایی                                           | هاوایی                                                                     |
| درختچه‌زارهای پست حاره‌ای هاوایی                                             | هاوایی                                                                     |
| Northwestern Hawaii scrub                                                  | هاوایی، آب‌سنگ مرجانی میدوی                                                 |